# Cesáreo de Arlés
Cesáreo de Arlés (Chalon-sur-Saône, (Caesarius Arelatensis; 468/470), a veces llamado «de Chalon» (Cabillonensis o Cabellinensis) por su lugar de nacimiento, Chalon-sur-Saône, fue el eclesiástico más destacado de su generación en la Galia merovingia.c. 470  - Arlés, 26 de agosto de 542) fue un arzobispo de Arlés y santo cristiano, cuya festividad se celebra el 27 de agosto. Nació en Francia de familia religiosa y humilde: parentes atque prosapies supra omnes concives suos de fide potius et moribus floruerunt. 
Se considera que Cesario pertenece a la última generación de líderes eclesiásticos de la Galia que trabajaron para integrar elementos ascéticos a gran escala en la tradición cristiana occidental. El estudio de William E. Klingshirn sobre Cesario lo describe como un «predicador popular de gran fervor e influencia duradera». Entre quienes ejercieron mayor influencia sobre Cesario se encuentran Agustín de Hipona, Juliano Pomerius y Juan Casiano.
El problema más importante para Cesáreo era la eficacia con la que el obispo cumplía sus deberes pastorales. En aquella época, la predicación ya formaba parte del servicio religioso habitual en la Galia; muchos obispos reconocían la importancia de este medio para enseñar la moral y lo fomentaban. Sin embargo, el entusiasmo de Cesáreo era excepcional a su manera, e instaba a su clero a predicar tan a menudo como fuera posible, tanto dentro como fuera de la iglesia, a los que estaban dispuestos a escuchar y a los que se oponían. Los temas de los sermones de Cesáreo trataban generalmente cuestiones morales. 

## Primeros años

Mapa de los participantes en el Concilio de Agde en el año 506 d. C., presidido por Cesario.

Cesario nació en la actual Chalon-sur-Saône, de padres romano-borgoñones, en los últimos años del Imperio occidental. Su hermana, Cesárea, a quien dedicó su Regula ad Virgine («Regla para las vírgenes»), presidió más tarde el convento que él había fundado. En el momento de su nacimiento, los reyes germánicos gobernaban de facto Borgoña, a pesar de la administración romana nominal. A diferencia de sus padres, Cesáreo desarrolló un sentimiento muy fuerte e intenso por la religión, lo que lo alejó de su familia durante la mayor parte de su adolescencia. Cesáreo se marchó de casa a los diecisiete años y estudió con el obispo Silvestre durante unos años. Posteriormente, llegó a la Abadía de Lérins (Lerinum), un monasterio insular conocido por ser un importante motor de las fuerzas creativas de la Iglesia de la Galia romana.
Tras formarse como monje en Lérins, se dedicó a la lectura y la aplicación de las Escrituras con la esperanza de mejorar la calidad y la organización de la vida cristiana y servir a los pobres. Rápidamente se convirtió en maestro de todo el saber y la disciplina que se impartía en el monasterio y fue nombrado celador. Sin embargo, no fue bien recibido en Lérins cuando, como celador del monasterio, privó de comida a los monjes porque consideraba que no eran lo suficientemente austeros. Como resultado, el abad Porcarius destituyó a Cesáreo de su cargo, tras lo cual este comenzó a ayunar; el abad intervino y envió a Cesáreo a Arlés, aparentemente para recibir atención médica. Después de vivir en Lérins durante más de una década y ver cómo su salud se deterioraba progresivamente debido al exceso de trabajo monástico, Cesáreo buscó una comunidad cristiana clerical diferente en Arlés.
Según William Klingshirn, «Cesáreo también tiene fama de ser el fiel defensor de Agustín de Hipona en la Alta Edad Media». Así, se ve que los escritos de Agustín han influido profundamente en la visión de Cesáreo sobre la comunidad humana, tanto dentro como fuera del claustro; y se entiende que la destreza de Cesáreo como predicador popular es consecuencia de su gran atención al ejemplo del obispo de Hipona.
Al llegar a la ciudad, la Vita Caesarii afirma que Cesáreo descubrió, para su total sorpresa, que el obispo de Arlés, Aeonius, era un pariente suyo de Chalon (concivis pariter et propinquus, «a la vez conciudadano y pariente»). Aeonius ordenó más tarde diácono y luego sacerdote a su joven pariente. Durante tres años presidió un monasterio en Arlés, pero de este edificio no queda hoy ningún vestigio.
A la muerte de Aeonius, el clero, los ciudadanos y las personas con autoridad procedieron, tal y como había sugerido el propio Aeonius, a elegir a Cesáreo para ocupar el puesto vacante, aunque Klingshirn sugiere que pudo haber habido una considerable hostilidad local, que la elección de Cesáreo pudo haber sido muy controvertida y que otro clérigo, Iohannes, que aparece en los «fasti» episcopales de Arlés, pudo haber sido elegido obispo. Cesáreo fue consagrado en 502, probablemente a la edad de 33 años. En el cumplimiento de sus nuevas funciones se mostró valiente y ajeno al mundo, pero también demostró una gran capacidad de adaptación y amabilidad. Se esforzó mucho por animar a los laicos a participar en los oficios sagrados y fomentó la investigación de los puntos que no quedaban claros en sus sermones. También ordenó al pueblo que estudiara las Sagradas Escrituras en casa y que tratara la palabra de Dios con la misma reverencia que a los sacramentos. 
En Lérins coepit esse in vigiliis promptus, in observatione sollicitus, in obauditione festinus, in labore devotus, in humilitate praecipuus, in mansuetudine singularis (Vita I, 1, 5) aprendiendo la vida monástica a partir de las severísimas Instructiones del abad Fausto. Combatía sin descanso el propio yo, ejercitaba para con los hermanos la caridad, se guardaba de las menores negligencias a la regla —incluso involuntarias—, se mostraba atento a los movimientos de su corazón y por la tarde examinaba su conciencia para corregir al día siguiente las faltas cometidas.

## Madurez
En la mediana edad, Cesáreo «se había convertido y seguiría siendo el principal estadista eclesiástico y la fuerza espiritual de su época». En septiembre de 506 presidió el Concilio de Agde en Languedoc. Asistieron treinta y cinco obispos y se trató principalmente la disciplina eclesiástica.
Como obispo, Cesáreo vivió en un mundo político cuyo tema principal era la competencia por el control del sur de la Galia entre los reinos visigodo, ostrogodo y franco, lo que le llevó al constante rescate de víctimas durante estas guerras. Las secuelas del asedio de 507-508 entre los burgundios y los francos y los reinos visigodo y ostrogodo fueron devastadoras para sus ciudadanos. Los campesinos no tenían alimentos y corrían peligro de esclavitud, exilio y muerte. Aunque Cesáreo salvó y rescató a muchos ciudadanos del campo, sus acciones para redimir a los cautivos fueron bastante controvertidas. Aunque rescató a muchos campesinos de su país, también rescató a numerosos bárbaros y enemigos de la ciudad. Se defendió afirmando que los bárbaros eran seres humanos y, por lo tanto, tenían el potencial de entrar en Ciudad de Dios.
Un notario llamado Liciniano denunció a Cesario ante Alarico II como alguien que deseaba someter a la civitas de Arlés al dominio burgundio. Cesáreo fue exiliado a Burdeos, pero al descubrirse su inocencia, se le permitió regresar rápidamente. Intercedió por la vida de su calumniador. Más tarde, cuando Arlés fue sitiada por Teodorico alrededor del año 512, fue acusado de nuevo de traición y encarcelado. Una entrevista con el rey ostrogodo en Rávena al año siguiente disipó rápidamente estos problemas, y el resto de su episcopado transcurrió en paz.
Parece que en el siglo VI existió cierta rivalidad entre las sedes de Arlés y Vienne, pero fue ajustada por el papa León I, cuya decisión fue confirmada por el papa Símaco. Cesáreo gozaba de favor en Roma. Un libro que escribió contra los semipelagianos, titulado De gratia et libero arbitrio, fue aprobado y difundido por el papa Félix IV; y los cánones aprobados en Orange fueron aprobados por el papa Bonifacio II. El erudito anticuario Louis Thomassin creía que fue el primer obispo occidental en recibir un pallium del papa. François Guizot, en Civilisation en France, cita parte de uno de los sermones de Cesáreo como representativo de su época, mientras que August Neander elogia su «celo incansable, activo y piadoso, dispuesto a todo sacrificio en espíritu de amor», y su moderación en la controversia sobre el semipelagianismo.
El antiguo orden político romano parecía tener poca importancia para Cesáreo, que en cambio orientó su actitud hacia la reflexión y la aceptación del pragmatismo cristiano.

### Época
Arlés era una ciudad portuaria, con todo el ambiente moral que esto significa, pero también era la primera metrópolis eclesiástica de la Galia, con sacerdotes de costumbres ejemplares e intensa vida de piedad en muchos fieles. Entre ellos se encontraban dos nobles, el senador Firmino y la viuda Gregoria, que socorrían a los pobres y acogían círculos de las personas más nobles y cultas que pasaban por la ciudad. En Arlés la abadía de Lérins se tenía como era el culmen de la santidad, a la que dirigían consultas, peticiones, etc. y correspondían acogiendo con todos los honores a sus monjes cuando estos debían ir a la ciudad. Firmino y Gregoria, descubriendo en el monje Cesáreo un entendimiento bien dotado, lo pusieron bajo la guía del orador Pomerio, uno de los últimos representantes de la tradición escolástica romana, con el fin de que uniera en sí las virtudes monásticas y la finura del gusto artístico.

## Inicios religiosos
Según William Klingshirn, «Cesáreo también tiene la reputación de ser el fiel defensor de Agustín de Hipona en la Alta Edad Media». Así, se considera que los escritos de Agustín influyeron profundamente en la visión de Cesáreo sobre la comunidad humana, tanto dentro como fuera del claustro, y se entiende que la destreza de Cesáreo como predicador popular es consecuencia de su gran atención al ejemplo del obispo de Hipona. Cesáreo también estuvo muy influenciado por su maestro, Julianus Pomerius. Pomerius también se había inspirado en la vida de Agustín de Hipona e insistía en que los obispos y los miembros del clero vivieran más como monjes que como aristócratas. Esto significaba que cualquier comportamiento lujoso, como participar en banquetes abundantes, ampliar las propiedades y disfrutar del aprendizaje «secular», era condenado. En cambio, Pomerius instaba a los obispos a desprenderse de todas sus riquezas y bienes personales, así como a vestir y comer con sencillez. El monacato de Cesáreo lo llevó al movimiento de reforma de la Iglesia y se convirtió en uno de sus portavoces más influyentes. Según muchos de sus testamentos, se mantuvo fiel a las enseñanzas de Pomerius y Agustín, rechazando el aprendizaje secular, evitando la vida cómoda y organizando a su clero en una vida monástica.
La cristianización en el Occidente tardorromano y altomedieval fue un cambio social y religioso lento, inconsistente e incompleto. Requirió la construcción de iglesias, la conversión de las élites y la adopción generalizada de una identidad cristiana con un sistema de valores, prácticas y creencias cristianas. La Iglesia luchó constantemente contra la supervivencia de las supersticiones y las prácticas paganas que eran muy comunes entre las comunidades y el pueblo llano.  Sin embargo, solo con el consentimiento y la participación de las poblaciones locales pudieron surtir efecto estos cambios religiosos. Por lo tanto, como señala cuidadosamente Klingshirn, este proceso fue recíproco. Aunque las élites y los teólogos implementaron todos los objetivos y estrategias, correspondía a los campesinos y a los habitantes de las comunidades locales aceptar estas prácticas.
Cesáreo compuso dos reglas, una para los hombres («Ad Monachos») y otra para las mujeres («Ad Virgines»). La regla para los monjes se basa en la de Lérins, transmitida por tradición oral. Esta regla pronto dio paso a la Regla de Columbano.
Como predicador, Cesáreo demostró un gran conocimiento de las Escrituras y fue eminentemente práctico en sus exhortaciones. Además de reprender los vicios comunes de la humanidad, a menudo tuvo que luchar contra prácticas paganas persistentes, como los augurios o los ritos paganos de las calendas. Sus sermones sobre el Antiguo Testamento no son críticos, sino que se centran en sus aspectos típicos. Varios volúmenes de sus sermones han sido publicados en Sources Chrétiennes.

### Creencia religiosa
La lectura de las pasiones humanas, tan vivamente descritas en los autores clásicos, turbaban el ánimo de Cesáreo, acostumbrado a las lecturas y estilo de vida monástico. Después de un sueño, que le pareció un aviso de Dios contra tales lecturas, abandonó los libros de sabiduría humana. No por ello rompió con el maestro, que influido por su discípulo entró en el clero y utilizó en adelante su saber retórico al servicio del Evangelio.
Firmino y Gregoria lo presentaron al obispo de la ciudad, Eón, el cual al saber que eran de la misma tierra e incluso parientes, se alegró mucho y, después de reiteradas insistencias, logró que el abad Porcario le permitiese agregarlo a su clero. Una vez sacerdote, lo nombró abad de un monasterio cercano a la ciudad. Los monjes, carentes de regla y de abad, vivían como otros muchos en Francia, de modo desordenado y a la mínima dificultad pasaban de un monasterio a otro. En tres años Cesáreo logró que cundiese una saludable disciplina. De esta época son sus Sermones ad monachos.
El obispo Eón, anciano y achacoso, reunió el clero y los más eminentes ciudadanos de Arlés y les confesó su dolor porque, a causa de sus enfermedades, en los últimos años no había cuidado como debería a sus ovejas y se había relajado la disciplina eclesiástica. Creía que su responsabilidad delante de Dios no sería tan grande si proveía a disponer un sucesor que pudiera restablecerla como antes y dio el nombre de Cesáreo, con el parecer favorable de la asamblea.

### Herencia de la propiedad
A la muerte del obispo, Cesáreo huyó para no ser nombrado su sucesor, pero lo encontraron y lo trajeron a la ciudad, donde acabó aceptando este cargo. La diócesis de Arlés competía con la de Viena del Delfinado por el título primado de la Galia. Tras una larga historia, Cesáreo heredó una provincia eclesiástica que comprendía 27 obispados.
Vivió sin embargo toda su vida como un monje, con austeridad, y vendió todos los objetos preciosos del servicio doméstico. Se levantaba a rezar de noche, introdujo la liturgia de las horas en una iglesia de Arlés. Luchó por aumentar el nivel cultural y la instrucción religiosa de la gente. Para formar clérigos instituyó una escuela episcopal y numerosas escuelas parroquiales, no admitiendo a los órdenes a quien no hubiera leído al menos cuatro veces toda la Biblia. En la comida tenía lectura y solía preguntar a los comensales sobre el contenido de lo leído.
Estaba convencido de que su deber era predicar la Palabra de Dios y lo hacía con dedicación. Pero ninguna de sus predicaciones superaba los quince minutos, para no abusar de la paciencia de la gente. En una ocasión no dudó en bajar del ambón y correr tras las personas al ver que salían de la iglesia al empezar el sermón; en adelante se cerraban las puertas del templo en ese momento. Desde el púlpito enseñaba a observar actitudes reverentes dentro de la iglesia, pues muchos se sentaban en el suelo sin cuidar sus posturas. Acostumbrado a la obediencia monástica, la exigía de todos con energía; era muy riguroso con los jóvenes y pecadores. Su severidad iba unida sin embargo a la compasión. Para los pobres hizo construir un hospital de gran tamaño en el que cuidó que no faltase nada. En una época en que se flagelaba a los siervos desobedientes hasta la muerte, él no permitía que se pasara de treinta y nueve golpes de vara. Recorría una vez al año toda la diócesis.

## Vida política y situación
Por acusaciones políticas, el rey Alarico II lo hizo deportar a Burdeos (se decía de él que quería pasarse al reino enemigo de los francos). Cuando se descubrió la verdad, el acusador salvó la vida solo por intercesión de Cesáreo. 
Convocó el "Concilio de Agde", que organizó la disciplina de la Iglesia, en colaboración con el poder civil, algo así como la reglamentación eclesiástica, que completaba el Breviarius (código civil) de Alarico. Aquí demostró el obispo un admirable espíritu organizador. Pero todo ese edificio de paz y concordia que se estaba construyendo cayó a la muerte de Alarico y el reino visigodo se desmembró. Los francos pusieron sitio a Arlés, cuyos ciudadanos se defendieron con valor, dando tiempo a la llegada de los refuerzos de Teodorico. Durante el asedio un pariente del obispo huyó de la ciudad descolgándose de las murallas y se pasó al enemigo. Un grupo de judíos entonces azuzaron al pueblo para que linchara al obispo por traidor, pero las circunstancias lo impidieron y pasada la furia se descubrió que este grupo había pactado con el enemigo entregar la ciudad con tal de que no los alcanzara la venganza.
La guerra dejó devastación, hambre, ruinas, graves pestilencias, prisioneros. Para salvar a estos últimos no dudó en vender los objetos preciosos del culto, como Lorenzo, Ambrosio y Epifanio. Su caridad llegó a los desventurados de ambos bandos, hasta el punto que los reyes enemigos le enviaron tres barcos cargados de grano, como signo de gratitud por su atención a los prisioneros de su bando que él había atendido. Nuevamente se pensó que había entre él y esos reyes algún pacto y se le ordenó que se presentara en la corte de Rávena. El rey Teodorico, al verlo llegar pobre y con aspecto venerable, se descubrió ante él y lo trató con honores. Le regaló un plato de plata, pidiéndole que lo guardara como recuerdo suyo, pero a los tres días ya la había vendido y con lo recabado liberó algunos prisioneros. Las gentes necesitadas de la ciudad entonces acudían en masa a él, para pedirle por sus necesidades, y no teniendo qué darles, pidió a varios personajes de la corte que lo ayudaran con sus bienes para hacer la caridad. El Papa Símaco lo quiso conocer y al llegar a Roma le concedió el palio, a sus diáconos el uso de la dalmática, le renovó el título de metropolita y de vicario de la Santa Sede, además de primado de Galia e Hispania.
De vuelta en Arlés, ayudó mucho a Cesáreo la amistad con el prefecto Liberio, hombre recto y bueno que gobernó la provincia con gran humanidad. En las discusiones entre pelagianos y agustinianos, Cesáreo tomó parte por estos últimos y logró convocar el concilio de Orange (año 529), y darle valor ecuménico al obtener del papa un documento base sobre la doctrina recta que todos suscribieron, así como la aprobación del documento final. Convocó otros cuatro concilios. En uno de ellos, el de Vaison, logró que se diera a los simples sacerdotes el derecho a predicar, porque en el campo, donde el obispo llegaba más difícilmente, reinaba la más absoluta ignorancia religiosa. Un siglo antes el papa Celestino I había prohibido que predicaran los sacerdotes, preocupado por su falta de formación, por la desorientación que podían causar entre la gente.
Terminó sus años dedicado a la predicación y al monasterio femenino de san Juan, puesto bajo la guía de su hermana Cesárea. Para ellas escribió la primera Regla femenina que abarca sistemáticamente toda la vida de las monjas. Hasta entonces existían ordenamientos varios que no alcanzan a constituir una regla. Revisó varias veces esta regla hasta el final de su vida, en que le añadió la Recapitulatio para fijar definitivamente los puntos más importantes. A sus hijas espirituales dirigió tres cartas exhortatorias, a ellas su testamento, a ellas quiso ser conducido cuando sintió próximo el fin de su vida terrena, que tuvo lugar el 543.

## Escritos y enseñanzas

### Obras dogmáticas
En ellas no profundiza los contenidos de la fe (no es un especulativo, sino un catequista). Lo vemos, por ejemplo, en una obra escrita para dar a los católicos los principales argumentos de la Escritura con que refutar el error arriano: De mysterio sanctae Trinitatis. Hallamos que no es una obra original, sino un compendio de dos siglos de reflexión teológica de la Iglesia. Los cristianos, obligados a vivir con dominadores arrianos, no siempre salían con honor de las disputas con ellos por su falta de preparación. Este libro les quiere ofrecer herramientas para defender su fe; por eso es sencillo, al alcance de todos. 
Sobre el problema del pelagianismo escribe: Quid domnus Caesarius senserit contra eos qui dicunt quare aliis det deus gratiam, aliis non det, además de los Capitula Sanctorum Patrum y los Capitula Sancti Augustini in urbe Roma transmisa. Acepta en estas obras sin discutirlas las enseñanzas agustinianas sobre la gracia, incluso en sus conclusiones más extremas (se condenan también quienes sin culpa no pueden recibir el bautismo).

### Reglas
Regula ad monachos. Se trata de una regla dada por el obispo a todos los monasterios de su diócesis. Su piedra angular es la estabilidad: Imprimis, si quis ad conversionem venerit, ea conditione excipiatur, ut usque ad mortem suam ibi perseveret. Trataba de evitar así el problema de los monjes que erraban de monasterio en monasterio, los gyrovagi, o los nobles que al sentir el orgullo herido con la primera reprensión del superior dejaban la vocación. En segundo lugar, la pobreza: los monjes debían vender todos sus haberes en bien de sus parientes o del monasterio. Todo lo que llevaran debían entregarlo al abad, que se lo devolvería si lo necesitaban o en caso contrario se lo daría a otros. La vida era toda en común, sin celdas ni armarios privados. 
Regula ad virgines. Como hemos dicho, es la primera verdadera regla femenina. Las de Basilio, Ambrosio, Evagrio o Jerónimo son más bien exhortaciones, lo mismo que la carta 211 de san Agustín. Se trata de una regla paternal y comprensiva, que daba plena autonomía al monasterio respecto del obispo en su disciplina interna y la elección de la abadesa. El Papa Hormisda confirmó este decreto. Dicha regla fue adoptada en Italia, en el Rin, en Galia, y en muchos casos adaptada a los hombres.

### Homilías
Dirigidas unas al público culto de su ciudad, otras a los rústicos de su diócesis. Dado que todos los sacerdotes deben predicar, pero no todos tienen la formación para hacerlo, hace colecciones de homilías, suyas o de otros autores, y las manda como subsidios. Sus homilías se distinguen por una absoluta claridad, sin rehuir el tratar directamente ningún problema moral, sea el adulterio, sea el sacrilegio de quienes corren tras los adivinos y supersticiones, tan comunes y difundidas en su tiempo. Cesáreo estaba decidido a editar, acortar y simplificar sus sermones para hacerlos más eficaces y accesibles a la tradición patrística existente. Aproximadamente un tercio de sus sermones son fruto de este esfuerzo. Sus obras viajaron a todas las partes del Occidente cristiano, difundiendo su tradición medieval de sermones y sus temas sobre el amor cristiano, el significado del Juicio Final, los derechos de los pobres y la noción del cristianismo. Sus escritos fueron utilizados por monjes en Alemania, repetidos en la poesía anglosajona y aparecieron en las importantes obras de Gatianus de Tours y Tomás de Aquino.
Cesareo tiene más de 250 sermones conservados en su corpus. Sus sermones lo revelan como un pastor dedicado a la formación del clero y a la educación moral de los laicos. Predicaba sobre las creencias, los valores y las prácticas cristianas contra el sincretismo pagano. Hace hincapié en la vida cristiana, así como en el amor de Dios, la lectura de las Escrituras, el ascetismo, la salmodia, el amor al prójimo y el juicio que vendría. 

## Juicio
Cesáreo de Arlés no es un político, no es un literato, sino un monje, un apóstol, un santo. No sintió el atractivo de la cultura profana, no escribió para dejar un nombre tras de sí, aunque no le faltaban dotes que hubieran podido hacer de él un literato: la fuerza del sentimiento, el amor de la belleza, sentido de la moderación. No busca ser original en los libros de teología: acepta las conclusiones y razones aducidas por otros. De su parte pone el fuego de la exhortación, la paternidad del consejo, la persuasión. Y por eso su prosa, que él mismo llama rusticissima, porque no obedece a las leyes retóricas, sino al afán de hacerse entender por la gente sencilla, discurre limpia y clara, y encuentra el camino del corazón porque nace del amor.
Espíritu eminentemente práctico, gran organizador, apóstol y santo, trabaja por la unidad espiritual de Galia, combate los errores dogmáticos de su tiempo, trata de restablecer las buenas costumbres, de afianzar la disciplina eclesiástica, la vida religiosa, de mejorar el reclutamiento y formación del clero, de fomentar entre ellos el ministerio de la predicación, de ayudarlos en esta tarea, siempre fiel a la Iglesia de Cristo.